# Galina Dronova
Galina Nikolajevna Dronova (Russisch: Галина Николаевна Дронова) (Leningrad, 29 januari 1937 - Sint-Petersburg, 18 oktober 2008) was een basketbalspeler van het nationale damesteam van de Sovjet-Unie. Ze werd Meester in de sport van de Sovjet-Unie in 1953.

## Carrière
Dronova begon haar carrière in 1956 bij SKIF Leningrad. In 1963 verhuisde ze naar Boerevestnik Leningrad. Met Boerevestnik werd ze één keer tweede om het Landskampioenschap van de Sovjet-Unie in 1964. Ook werd ze één keer tweede in 1963 en één keer derde in 1959 met RSFSR Leningrad. Als speler voor het nationale team van de Sovjet-Unie won ze één keer goud op het Europees kampioenschap in 1960. In 1967 stopte ze met basketballen. Ze werkte als universitair docent aan de Afdeling Fysieke Cultuur en Sport van de faculteit Wiskunde en Mechanica van de Staatsuniversiteit van Leningrad.

## Erelijst
- Landskampioen Sovjet-Unie:
  - Tweede: 1963, 1964
  - Derde: 1959
- Europees Kampioenschap: 1
  - Goud: 1960